# Rubicon
Rubicon je šesti studijski album norveške gothic metal grupe Tristania. Album je 25. kolovoza 2010. godine objavila diskografska kuća Napalm Records. Ovo je prvi Tristanijin album na kojem se pojavljuje talijanska pjevačica Mariangela Demurtas, zamjenjujući tako prethodnu vokalisticu sastava Vibeke Stene koja je napustila grupu 2007. godine.

## O albumu
Postava grupe na Rubiconu značajno se mijenja u usporedbi s postavom koja je nastupila na prethodnom albumu skupine Illumination; Rubicon je prvi album sastava na kojem se kao novi članovi pojavljuju vokalistica Mariangela Demurtas, vokalist Kjetil Nordhus, gitarist Gyri Smørdal Losnegaard, bubnjar Tarald Lie Jr. te basist Ole Vistnes. Ovo je usto i prvi album sastava na kojem grube vokale izvodi isključivo gitarist Anders Høyvik Hidle. Nakon gotovo deset godina odsutstva, violinist Pete Johansen pojavljuje se kao studijski glazbenik na albumu; uz njega se kao studijski glazbenik pojavljuje i bivši pjevač sastava Østen Bergøy koji je napustio grupu 2010. godine zbog obiteljskih obveza. 
Sastav je 12. kolovoza 2010. godine objavio glazbeni spot za pjesmu "Year of the Rat".

## Popis pjesama
| 1.    | »Year of the Rat« | Østen Bergøy                           | Anders Høyvik Hidle, Ole Vistnes, Mariangela Demurtas     | 4:35 |
| 2.    | »Protection«      | Bergøy                                 | Hidle, Vistnes, Demurtas                                  | 4:15 |
| 3.    | »Patriot Games«   | Bergøy                                 | Hidle, Vistnes                                            | 3:27 |
| 4.    | »The Passing«     | Tarald Lie Jr., Fredrik Sele, Demurtas | Hidle, Vistnes, Demurtas                                  | 4:48 |
| 5.    | »Exile«           | Bergøy                                 | Hidle, Vistnes, Demurtas                                  | 4:26 |
| 6.    | »Sirens«          | Bergøy                                 | Hidle, Vistnes, Demurtas                                  | 4:27 |
| 7.    | »Vulture«         | Hidle, Lie Jr.                         | Vistnes, Waldemar Sorychta, Sigmund Vegge, Kjetil Nordhus | 3:43 |
| 8.    | »Amnesia«         | Vistnes, Lie Jr.                       | Hidle, Vistnes                                            | 4:54 |
| 9.    | »Magical Fix«     | Lie Jr.                                | Vistnes, Hidle, Lie Jr., Sorychta                         | 4:20 |
| 10.   | »Illumination«    | Bergøy                                 | Einar Moen                                                | 8:13 |
| 47:08 |                   |                                        |                                                           |      |

| 11. | »The Emerald Piper« (Bonus pjesma na Digipak izdanju) | Bergøy | Hidle, Vistnes | 3:06 |
| 12. | »Caprice« (Bonus pjesma na japanskom izdanju)         |        |                | 3:38 |

## Zasluge
| Tristania - Anders Høyvik Hidle – gitara, vokali (grubi), prateći vokali, produkcija, snimanje - Einar Moen – klavijature, programiranje - Mariangela Demurtas – vokali - Ole Vistnes – bas-gitara, sintesajzer, prateći vokali, produkcija, snimanje - Gyri Smørdal Losnegaard – gitara - Kjetil Nordhus – vokali - Tarald Lie Jr. – bubnjevi | Dodatni glazbenici - Østen Bergøy – dodatni vokali (na pjesmama 3, 5, 6 i 11) - Pete Johansen – violina (na pjesmama 4, 6, 9 i 11) - Sigmund Olgart Vegge – dodatni grubi vokali (na pjesmi "Amnesia"), snimanje (vokala) Ostalo osoblje - Waldemar Sorychta – produkcija, snimanje (vokala), miksanje - Fredrik Wallumrød – snimanje (bubnjeva) - Dennis Koehne – miksanje - Svante Forsbäck – mastering - Tinko Georgiev – dizajn |